# Hiéroglyphe égyptien G5
Pour les articles homonymes, voir Faucon (homonymie).

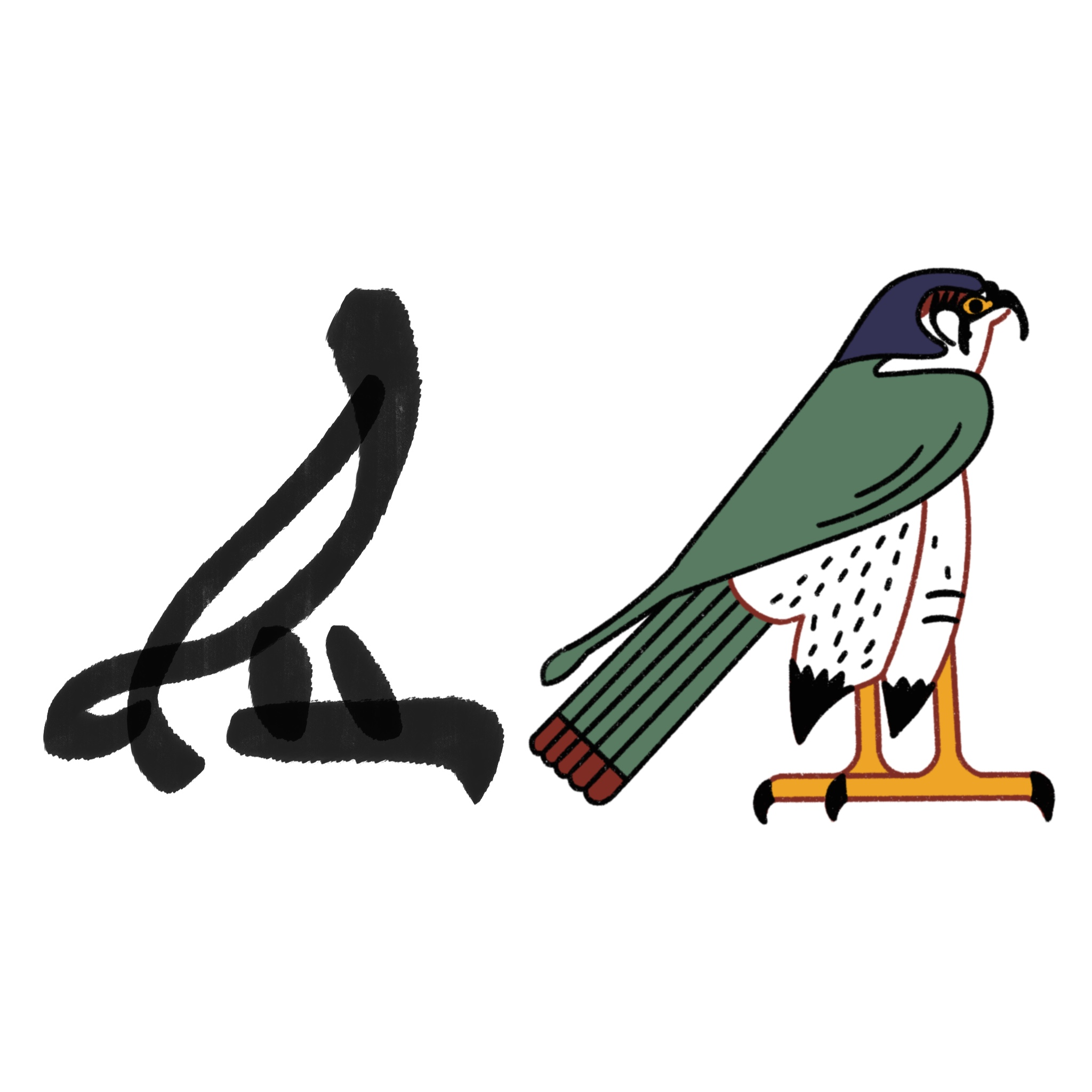
Version hiératique et hiéroglyphique

Le faucon, en hiéroglyphes égyptiens, est classifié dans la section G « Oiseaux » de la liste de Gardiner ; il y est noté G5. 

## Représentation
Il représente un faucon pèlerin (Falco peregrinus) ou un faucon lanier (Falco biarmicus). Il est translittéré Ḥr.

## Utilisation
| G5 | A40 |

| G5 | A40 |